# Cimetière juif de Westhoffen
Le cimetière juif de Westhoffen est situé à Westhoffen (Westhofe en alsacien), une commune française située dans le département du Bas-Rhin, en région Grand Est. Cette commune se trouve dans la région historique et culturelle d'Alsace. Le cimetière est fondé de 1559.

## Histoire

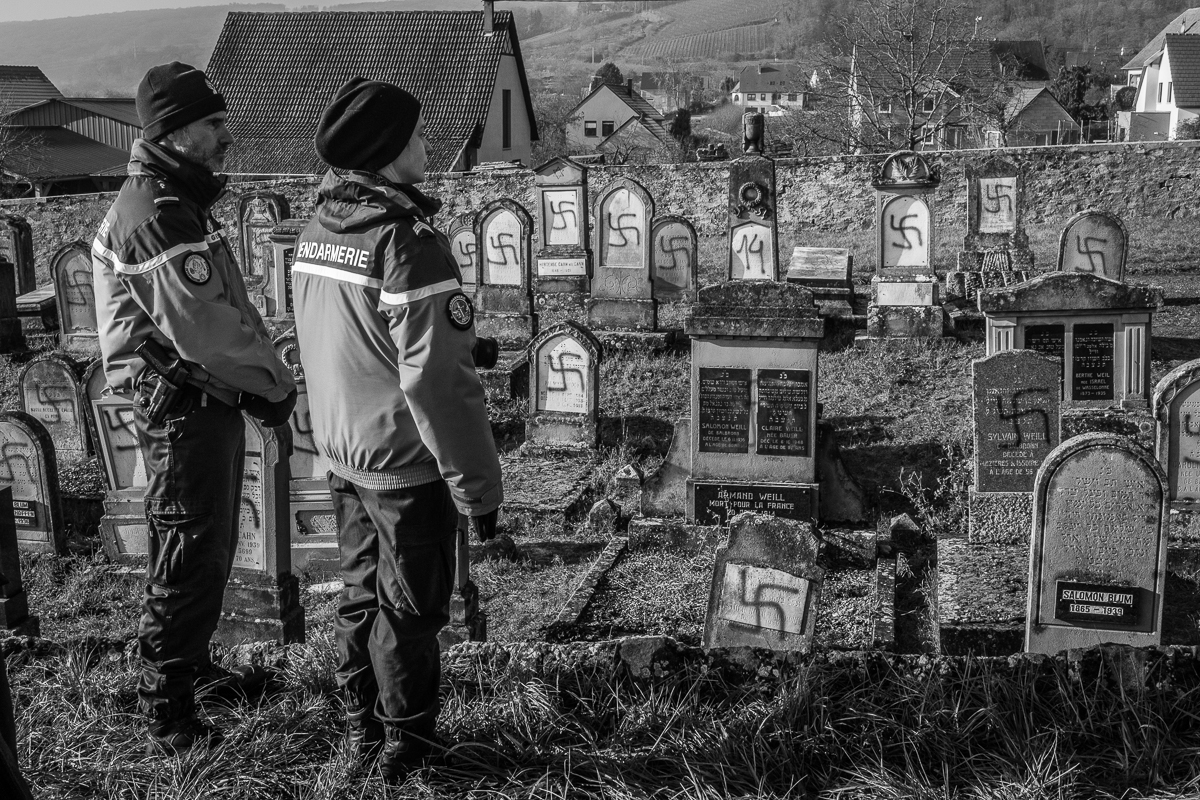
Gendarmes dans le cimetière juif de Westhoffen en Alsace après sa profanation le 4 décembre 2019.

Le cimetière juif de Westhoffen date de 1559.
Le 3 décembre 2019, 107 tombes ont été taguées de croix gammées.

## Personnalités enterrées dans ce cimetière
- Ernest Gugenheim (1916-1977), professeur puis directeur au Séminaire israélite de France[3].
- Isaïe Schwartz (1876-1952) grand-rabbin de France de 1939 à 1952.